# Guillermo Jenefes
Guillermo Raúl Jenefes (n. San Salvador de Jujuy, 7 de septiembre de 1950) es un abogado y político argentino, perteneciente al Partido Justicialista, que ejerció como diputado de la Nación Argentina entre 1999 y 2001, y luego como senador nacional desde 2001 hasta 2011, en ambos casos en representación de la provincia de Jujuy. En 2011 fue elegido vicegobernador de Jujuy en fórmula con Eduardo Fellner, ejerciendo el cargo por el período 2011-2015. En 2015, la fórmula Fellner-Jenefes buscó la reelección en los comicios provinciales de ese año, pero resultó derrotada por el binomio Morales-Haquim.
Jenefes se recibió en 1973 en la Universidad Nacional de Córdoba, como abogado especialista en derecho bancario. Completó su servicio militar con la 5.ª Brigada de Infantería de Tucumán y regresó a Jujuy para practicar el derecho y enseñar. Fue fundador del Mozarteum Jujuy y presidente de la Federación de Tenis de Jujuy. Ocupó diversos cargos en la industria bancaria y de medios. Jenefes fue elegido diputado provincial en 1995 y diputado nacional en 1999. En 2001 fue elegido senador por la minoría, con un mandato acortado de cuatro años, y reelegido por la mayoría en 2005. Fue presidente de la Comisión de Medios y Comunicaciones del Senado.